# بافت (هنر)

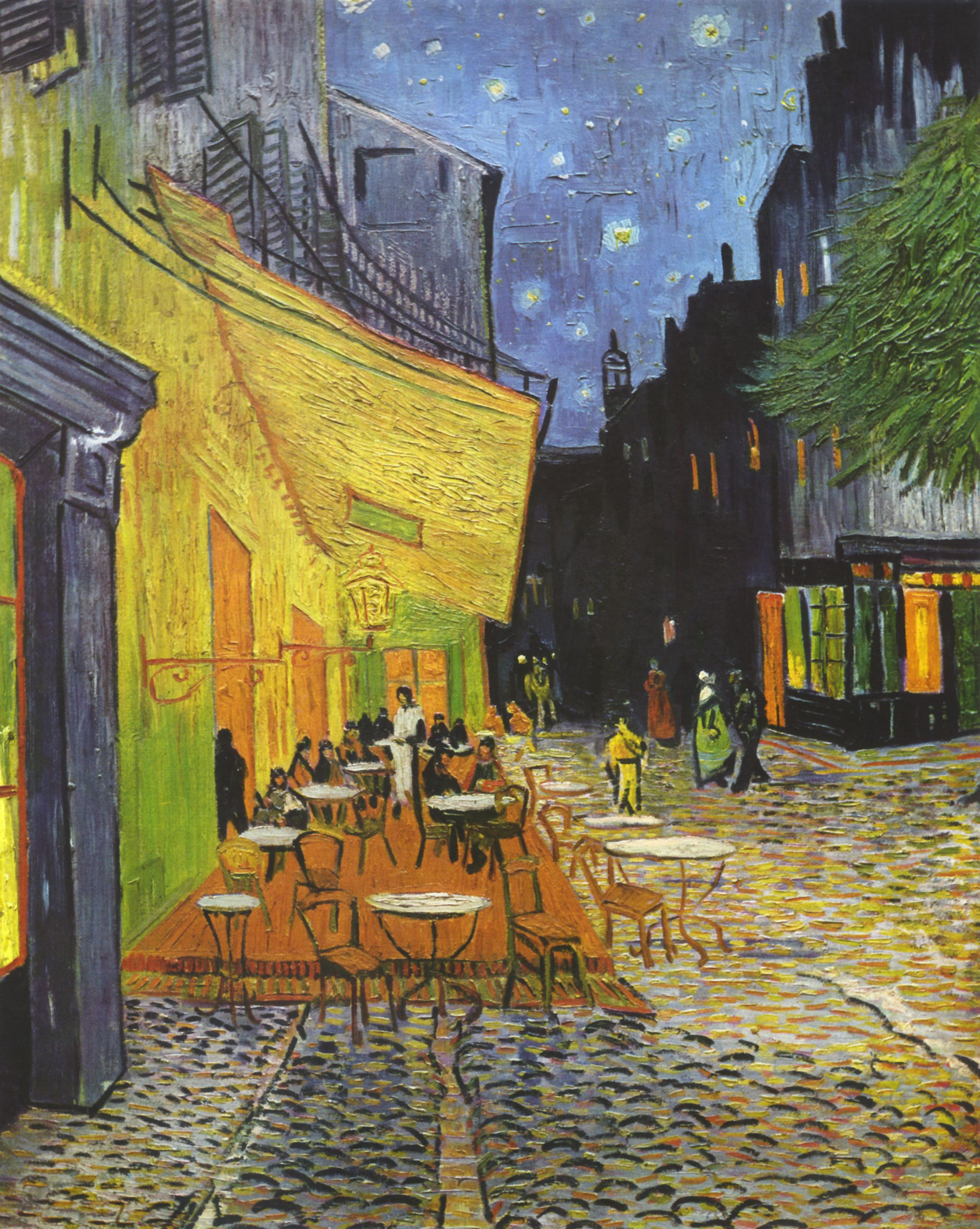
بافت‌های گوناگون در تابلوی تراس کافه در شب اثر وان گوخ.

بافت در هنرهای تجسمی مانند نقاشی، عکاسی و گرافیک یکی از مشخصه‌های مهم اثر و از اصول زبان بصری می‌باشد.
بافت‌های ترسیمی را می‌توان با تغییر تراکم، تکرار و ترکیب خط‌ها، یا با ترکیب‌های مختلف تیره-روشنی و لکه‌های رنگ ایجاد کرد. همچنین استفاده از ابزارهای مختلف نقاشی بافت‌های گوناگونی می‌سازد. بافت‌های مختلف موجب حساسیت بخشیدن به سطح‌های گوناگون در اثر می‌شوند. هنگام مشاهده تابلو تنها تیرگی-روشنی‌ها دیده نمی‌شوند، بلکه حس بینایی و لامسه با هم ترکیب شده و نرمی، خشنی، سردی، سکون و … احساس می‌شود.

## بافت بصری
بافت بصری کاملاً دو بعدی است. این بافت همانطور که از نامش پیداست با چشم مشاهده و درک می‌شود. البته ممکن است حس لامسه را نیز تحریک کند. بافت‌های بصری را می‌توان به سه نوع تقسیم کرد.
بافت تزئینی:این بافت برای تزئین سطح به کار می‌رود و تابع شکل است. این بافت را می‌توان با دست یا وسایل مخصوص به وجود آورد. بافت تزئینی ممکن است بسیار منظم یا نامنظم باشد اما معمولاً نظمی نسبی دارد.
بافت خود جوش:بافت خود جوش حالت تزئینی ندارد، بلکه جزئی از روند خلاقیت بصری است.شکل و بافت از هم جدا نیستند، زیرا بافت روی سطح نیز نوعی شکل محسوب می‌شود. فرم‌های دستی یا اتفاقی اغلب بافتی خود جوش دارند
بافت مکانیکی:بافت مکانیکی بافتی نیست که با ابزار ترسیم مکانیکی مانند خط کش و پرگار رسم شده باشد، بلکه بافتی است که وسایل مکانیکی خاصی آن را به وجود آورده‌است بنابراین تابع الزامی شکل نیست. رگه‌های بافت در عکس یا ترام که اغلب در چاپدیده می‌شود، مثال‌های خوبی از این نوع بافت است. بافت مکانیکی در طرح‌های چاپی و گرافیک رایانه‌ای نیز دیده می‌شود.

## بافت قابل لمس
بافت قابل لمس بافتی است که نه تنها با چشم دیده می‌شود، بلکه با دست هم لمس می‌شود. این بافت از روی سطح دو بعدی بلند می‌شود و حالت نقش برجسته سه بعدی پیدا می‌کند.
به‌طور کلی تمام سطوح، بافتی قابل لمس ندارند، زیرا می‌توان آن‌ها را لمس کرد. سطح بسیار صاف انواع کاغذ و جوهر و رنگ‌های کاملاً یک دست ویژگی‌های خاصی دارند که با حس لامسه درک می‌شوند. می توان گفت که در طراحی دو بعدی وقتی که سطوح خالی یا چاپی و نقاشی یک دست ، بافت بصری ندارند اما همواره دارای بافت قابل لمس کاغذ، جوهر یا رنگ هستند.

## بافت در انواع نقاشی
برای نقاشان امپرسیونیست کیفیت تصویری بافت رنگی که از ضربات قلمو بر روی بوم به وجود میاید ارزش خاصی داشت. از میان نقاشان این سبک می‌توان به پل سزان ،ونسان وانگوگ  اشاره کرد. همچنین نقاشان دیگری چون پل سینیاک و ژرژسورا که به شیوهٔ نئوامپرسیونیسم مربوطند، با قرار دادن نقطه‌های رنگی در کنار هم، بافت رنگینی را ایجاد می‌کردنند تا علاوه بر جنبه‌های بصریه ناشی از ترکیبات رنگی، از نظر بافت نیز کیفیت تصویری بخصوصی را بدست آورند.
امامهمترین تحول در رابطه با بافت زمانی است که برای اولین بار ژرژ براک و پابلو پیکاسو علاوه بر استفاده از مواد رنگی مرسوم اشیاء جدیدی مانند سطوح کاغذ روزنامه و دانه‌های شن در نقاشی خود بکار گرفتند و علت این عمل واضح بود زیراکه جلوه انواع بافت‌های زبر و خشن، براق و صیقلی، نرم و لطیف هر کدام از کیفیات بصری خاص برخوردارند..

## بافت ترسیمی

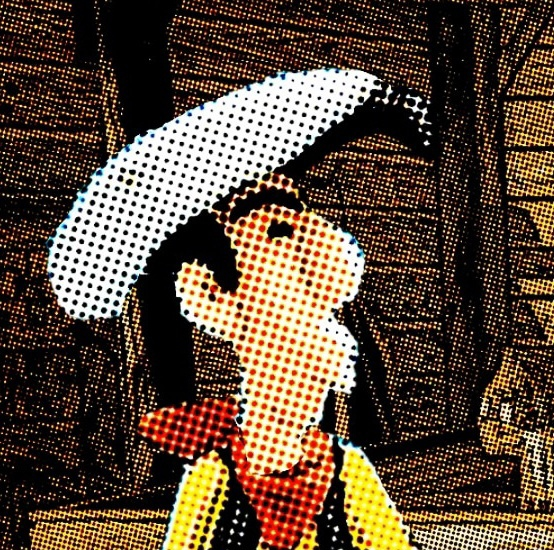
موشن کمیک کوتاه لوک خوش شانس که دارای بافت نقطه ای می‌باشد.

این بافت‌ها به روش‌های گوناگون تجربی و برای ایجاد تأثیرات بصری خالص به وجود می آیند، بدون اینکه هدف از ایجاد آن‌ها نمایش شبیه سازانهٔ اشیا در طبیعت باشد. بخش قابل توجهی از تأثیرات بصری در آثار نقاشان انتزاعی، آثار حجمی و آثار گرافیک معاصر ناشی از به کار گرفتن بافت‌های ترسیمی است که به روش‌های گوناگونی توسط هنرمندان با استفاده از مواد مختلف ابداع می‌شوند.
بافت‌های ترسیمی با استفاده از تراکم و تکرار خطوط در ترکیب‌های متنوع و یا با استفاده از لکه‌های تیره_روشن و رنگی و یا با به کار گرفتن مواد و ابزارهای مختلف به وجود می آیند.
انواع مختلفی از بافت‌های ترسیمی به وسیلهٔ نقاط، ترام‌های چاپی، خطوط منظم و نا منظم، لکه‌گذاری و تأثیرات ابزار و مواد و به روش‌های متفاوت به وجود می آیند.
نمونه‌هایی از بافت‌های مختلف به صورت حاضر و آماده و همچنین در برنامه‌های رایانه‌ای پردازش تصویر برای استفادهٔ معماران، طراحان و گرافیست‌ها موجود است. 

## بافت در عکاسی
در هنر عکاسی، با پدید آمدن مکروفتوگرافی (به ویژه عکاسی هوایی) و میکروفتوگرافی (عکاسی ذره‌بینی) دید تازه‌ای به بافت‌های اثر ایجاد شد که پیش از این انسان به آن دسترسی نداشت.

## بافت در مجسمه‌سازی
در مجسمه‌سازی مدرن عملکرد بافت در خلق آثار هنری اهمیت دیگری دارد، خصوصاً هرگاه به صورت متضاد در ترکیبهای حجمی به کار روند جلوه‌های بصری تازه و مفاهیم هنری عمیق تری را ایجاد می‌کنند. آثار حجم سازی که با توجه به سطوح مات و خشن در کنار سطوح صیقلی شده به وجود میاید، همگی جلوه‌های بصری ویژه‌ای را از نظر بافت برای چشم ایجاد می‌کند..

## بافت در معماری
تولید و استفاده از انواع کف پوش‌ها به صورت فرش ،گلیم و موکت، انواع کاغذ دیواری با نقوش صاف و برجسته، انواع پوشش‌های خارجی مانند کاهگل، سیمان، بتن، فلز، کاشی کاری و موزائیک با توجه به کیفیت بصری بافت مواد و مصالح می‌باشد.

## جستارهای وابسته

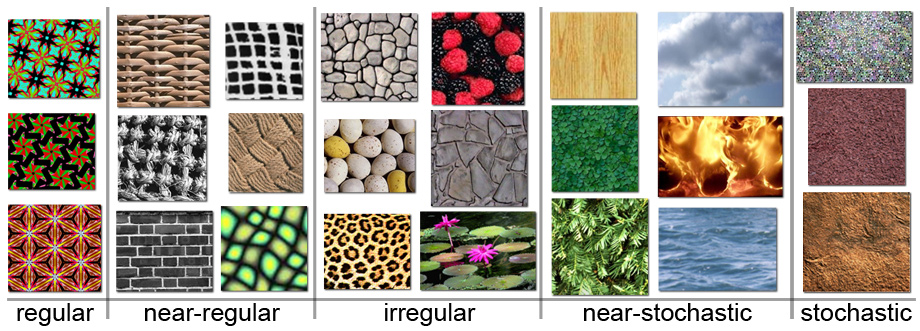
گستره‌ای از بافت‌های بصری گوناگون